# Daunus
Daunus ist in der römischen Mythologie ein Herrscher der in Latium ansässigen Rutuler. 
In Vergils Aeneis, der einzigen Quelle zu Daunus, ist er der Sohn des Gottes Pilumnus. Er selbst ist Vater des rutulischen Helden Turnus und der Quellnymphe Iuturna. Von Vulcanus erhielt er ein im Wasser der Styx gehärtetes Schwert, das sein Sohn im Kampf gegen Aeneas führte und unterlag.